# Herminia (насекомые)
Herminia (лат.) — род совок из подсемейства совок-пядениц.

## Описание
Для видов Herminia grisealis, Herminia dolosa: На передних крыльях вершинная и внутренняя перевязи без утолщения на костальном крае; в вершине передних крыльев не имеется закругления, она образует угол.
Для части: Подкраевая линия передних крыльев без зубца посередине. Внешний край передних крыльев без тупоугольного излома. Передняя лапка самца в проксимальной части и её ножны умеренных размеров. В гениталиях самки задняя, гофрированная часть копуляционной сумки отделена перетяжкой от собственно корпуса копуляционной сумки.

## Систематика
В составе рода:
- Herminia acrosema Turner, 1902
- Herminia aegrota Butler, 1879
- Herminia aestivalis Costani
- Herminia aestivalis Spuler, 1907
- Herminia albescens Lempke, 1966
- Herminia albopunctata Rothschild, 1916
- Herminia alternalis Dannehl, 1926
- Herminia amolgida Hampson
- Herminia anahita Wiltshire, 1952
- Herminia aneliopis Turner, 1904
- Herminia angulina Leech, 1900
- Herminia annulata Leech, 1900